# Burapha-Universität
Die Burapha-Universität (thailändisch มหาวิทยาลัยบูรพา, etwa Universität des Ostens) ist eine der wichtigsten öffentlichen Universitäten Thailands mit drei Campus.

## Lage

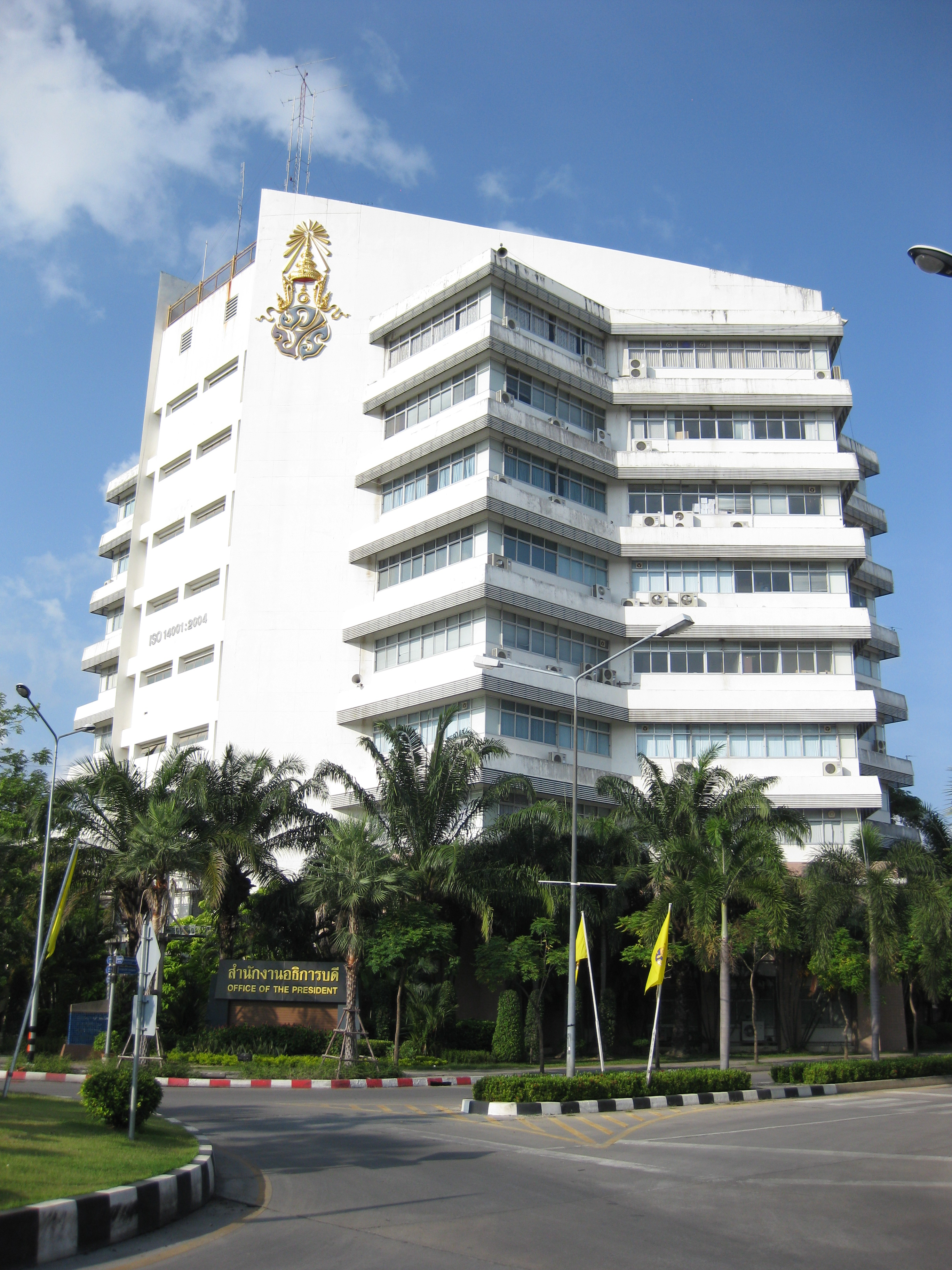
Verwaltungsgebäude der Burapha-Universität, Chonburi

Alle drei Campus liegen in der Ostregion Thailands. Der Campus Chon Buri liegt in der Stadt Bang Saen in der Provinz Chon Buri. Der Campus Chanthaburi liegt im Landkreis Tha Mai in der Provinz Chanthaburi. Der Campus Sa Kaeo liegt im Landkreis Watthana Nakhon in der Provinz Sa Kaeo.

## Geschichte
Der Vorläufer der Universität war die Pädagogische Hochschule Bang Saen, die 1955 als Außenstelle der Pädagogischen Hochschule in der Bangkoker Soi Prasanmit (Vorläufer der Srinakharinwirot-Universität) eröffnet wurde. Es war Thailands erste Hochschule für Lehrerbildung außerhalb der Hauptstadt Bangkok. Im Jahr 1974 wurde die Hochschule in die Srinakharinwirot-Universität als eigener Campus integriert und trug fortan den Namen Srinakharinwirot-Universität, Campus Bang Saen. Der Campus Bang Saen weitete sein Lehrangebot nun auch auf weitere Ausbildungsgänge neben dem Lehramt aus. Im Jahr 1988 entschied das Kabinett, dass der Campus Bang Saen in eine eigenständige Universität für Ostthailand ausgegliedert werden soll. Am 29. Juli 1990 wurde die bestehende Universität in Burapha-Universität umbenannt, nach dem bildungssprachlichen Wort für „Osten“ (von Sanskrit pūrva). 1996 wurde der Standort Chanthaburi, 1997 der in Sa Kaeo gegründet. Der Rechtsstatus der Burapha-Universität ist seit 1998 der einer autonomen Universität unter staatlicher Aufsicht.

## Allgemeines
Auf dem etwa einen Quadratkilometer großen Hauptcampus in Bang Saen studieren etwa 35.000 Studenten (Stand: 2008). Auf allen drei Campus zusammen waren es im Jahr 2013 47.865 Studenten. Sie werden von 500 Lehrkräften und 300 weiteren Angestellten betreut. Es gibt 50 Studienprogramme inklusive 30 Masterprogramme, einen Ed.D. (Doctor of Education) und einen Ph.D. (Doctor of Philosophy). Präsident der Hochschule ist Sompol Pongthai.
Die Universität ist Mitglied im ASEAN-Universitäts-Netzwerk.

## Fakultäten
Die Universität besitzt 15 Fachbereiche und Colleges, unter anderem die Fachbereiche Geistes- und Sozialwissenschaften, Lehramt, Krankenpflege, öffentliches Gesundheitswesen, Naturwissenschaften, Ingenieurwissenschaften, Kunst und Schiffstechnik.
Weiterhin gibt es in der Universität ein Institut für Meeresforschung, dessen Aquarium eine große Touristenattraktion ist. Die Bibliothek, das Verwaltungsgebäude, ein PC-Pool sind weitere Einrichtungen der Hochschule. Die Universitätsklinik ist für die medizinische Versorgung der Bevölkerung zuständig.